# Michał Skórzewski
Michał Skórzewski herbu Drogosław (zm. przed 22 maja 1790 roku) – podkomorzy poznański w latach 1758–1785, starosta pyzdrski i kiszewski, porucznik chorągwi husarskiej starosty dybowskiego Dąbskiego w Pułku Hetmana Wielkiego Koronnego w 1760 roku. 
Poseł na sejm nadzwyczajny 1761 roku z województwa poznańskiego. Marszałek konfederacji radomskiej województwa poznańskiego w 1767 roku. W załączniku do depeszy z 2 października 1767 roku do prezydenta Kolegium Spraw Zagranicznych Imperium Rosyjskiego Nikity Panina, poseł rosyjski Nikołaj Repnin określił go jako posła właściwego dla realizacji rosyjskich planów na sejmie 1767 roku, poseł województw poznańskiego i kaliskiego na sejm 1767 roku.